# Ndelele
Ndelele (oder Ndélélé) ist eine Gemeinde im Département Kadey in der Region Est in Kamerun. 

## Geografie
Ndelele liegt im Osten Kameruns, 15 Kilometer östlich beginnt die Grenze zur Zentralafrikanischen Republik. Wenige Kilometer nördlich der Gemeinde verläuft der Fluss Kadéï.

## Verkehr
Ndelele liegt an der Provenzialstraße P4.